# House of Riddim
House of Riddim ist eine österreichische Band und ein Musikproduzententeam aus Niederösterreich.
Im Jahr 2009 war die Band für den FM4 Award, der im Rahmen der Amadeus Austrian Music Award verliehen wird, nominiert.
Aufgrund ihres Roots Reggae wird House of Riddim oft als Backing Band gebucht und arbeitet mit verschiedenen internationalen Künstlern auf der Bühne und im Studio zusammen.

## Diskografie
Alben
- 2004: presents... (House of Riddim / Soulfire Artists)
- 2005: Chapter II (Bassrunner / Hoanzl; MKZWO / Rough Trade Distribution)
- 2008: Conqueror Riddim Selection (House of Riddim)
- 2009: Für alle (House of Riddim / Groove Attack)